# Saint Mary’s Cathedral, Edinburgh (katolsk)
Ej att förväxla med Saint Mary’s Cathedral, Edinburgh (Skotska episkopalkyrkan)
Saint Mary’s Cathedral, som officiellt heter The Metropolitan Cathedral of Our Lady of the Assumption, i Edinburgh är en romersk-katolsk kyrka i Skottland. Den är domkyrka för stiftet Saint Andrews och Edinburgh och huvudkyrka för Katolska kyrkan  Skottland.

## Historia
Platsen utsågs av biskop Hay, apostolisk vikarie för Låglandsdistriktet, år 1801. Han hade då sett sitt förra kapell brännas ner av en mobb och hoppades att den utsedda platsen skulle vara mer skyddad av den omgivande bebyggelse. Kapellet ritades av James Gillespie Graham och öppnades 1814 av biskop Cameron. År 1878 blev kyrkan ärkebiskopssäte vid återinrättandet av Katolska kyrkan i Skottland.
Kyrkan har expanderat, restaurerats och byggts om flera gånger genom åren. Den senaste större förändringen genomfördes på 1970-talet. Påven Johannes Paulus II besökte kyrkan i maj 1982 vid sitt besök i Skottland.
Reliker av Skottlands skyddshelgon Andreas vördas i kyrkan. Dessa är skänkta av Amalfi år 1879 och av påve Paulus VI år 1969. Tidigare fanns det reliker från helgonet i staden St Andrews, men dessa förstördes under reformationen i Skottland år 1559.